# Estàtua de Bafomet
L'estàtua de Bafomet és una escultura de bronze per encàrrec del Temple satànic que representa el símbol alat de l'ocultisme amb cap de cabra. L'estàtua, inaugurada per primera vegada a Detroit el 2015, mesura 8.5 peus (2.6 m) alçada i presenta un destacat pentagrama, així com dos joves somrients que contemplen la figura central asseguda. L'exhibició pública de la peça, o el simple suggeriment de la seva exhibició, ha estat un element clau de les accions del Temple Satànic que defensaven la separació de l'església i l'estat.
El Temple Satànic va demandar Netflix el novembre de 2018 per l'ús d'una imatge de l'estàtua a Chilling Adventures of Sabrina. El cas es va resoldre extrajudicialment per una suma no revelada i el Temple Satànic va rebre el crèdit per l'estàtua en futures emissions.

## Història
El Temple Satànic va iniciar una campanya de finançament col·lectiu a Indiegogo el 2014 per crear un monument satànic que representés Bafomet i dos nens, amb la intenció d'exhibir aquest monument al Capitoli de l'Estat d'Oklahoma. Els esforços de recaptació de fons del grup van tenir com a objectiu erigir l'estàtua en resposta al Monument als Deu Manaments instal·lat pel representant de l'estat d'Oklahoma, Mike Ritze, el 2012. L'artista Mark Porter va forjar l'escultura a Florida utilitzant el dibuix d'Eliphas Levi com a base per a Bafomet.
La peça es va veure per primera vegada públicament el 25 de juliol de 2015 en un acte organitzat pel capítol de Detroit del Temple Satànic, enmig de les protestes d'organitzacions religioses. Els 700 assistents a la cerimònia de presentació van haver de "vendre les seves ànimes a Satanàs" per rebre un bitllet, una tàctica que el Temple va afirmar que es va fer per "allunyar algunes de les persones supersticioses més radicals que intentarien minar l'esdeveniment".
La revista Time va assenyalar que "el grup no promou la creença en un Satanàs en persona". Segons la seva lògica, Satanàs és una abstracció,... "una figura literària, no una deïtat; ell significa racionalitat, escepticisme, per dir veritats al poder, fins i tot a un gran cost personal". A Time també es va comentar la inauguració de l'estàtua, escrivint "Anomeneu-ho gòtic llibertari, potser, una permutació més fosca de la croada d'Ayn Rand pel lliure albir. Un és testimoni de la milícia del Temple Satànic com una reacció desafiant a les invasions de les llibertats personals, especialment quan aquestes invasions venen amb un crucifix a la mà. L'estàtua de Bafomet és la desafiant rèplica del Temple Satànic".
Inicialment havia estat encarregat d'instal·lar-la al costat dels Deu Manaments fora del Capitoli de l'estat d'Oklahoma, El Temple Satànic va oferir donar Bafomet per exhibir-lo al recinte del Capitoli. Després del litigi de Prescott v. La Comissió de Preservació del Capitoli d'Oklahoma va concloure amb una ordre del Tribunal Suprem de l'Estat per retirar el monument dels Deu Manaments, el Temple Satànic va retirar la seva sol·licitud de col·locar Bafomet a la propietat pública d'Oklahoma.
L'estàtua es va mostrar en un camió de planta plana estacionat davant de l'edifici del Capitoli de l'Estat d'Arkansas durant diverses hores el 16 d'agost de 2018 per a un esdeveniment organitzat en protesta pel Monument als Deu Manaments als terrenys del Capitoli d'Arkansas. Després de rebutjar una sol·licitud formal d'instal·lació de Baphomet, en violació del dret a una protecció igualitària, es va atorgar als membres del Temple Satànic la capacitat legal de desafiar el monument dels Deu Manaments.